# Vlag van Beers (Friesland)

Vlag van Beers

De vlag van Beers is de dorpsvlag van het Nederlandse dorp Beers, in de Friese gemeente Leeuwarden. De vlag werd in 1999 aangenomen en in 2001 geregistreerd. Het ontwerp van de vlag is van de hand van J.C. Terluin en R.J. Broersma.

## Beschrijving
De beschrijving van de vlag is als volgt:
Blauw met een gele poort, staande op de broekzijde, en aansluitend op de boven- en onderzijde van de vlag, met een trapgevel met vijf treden, die beginnen op ongeveer 2/3 vlaglengte en lopen tot 14/15 vlaglengte, en een poortopening met een breedte van 3/5 vlaghoogte en een hoogte van 8/15 vlaglengte; in de poortopening een witte omgewende halve maan van 2/5 vlaghoogte.
De kleuren zijn afkomstig van het dorpswapen.

## Symboliek

Blauw veld: ontleend aan het wapen van Baarderadeel, de gemeente waar Beers eertijds tot behoorde.
- Geel poortgebouw: verwijst naar het poortgebouw van de Uniastate uit 1616.[3] De state zelf is reeds afgebroken, maar de poort staat nog in het dorp.
- Witte wassenaar: ontleend aan het wapen van de familie Van Unia die de Uniastate bewoonde.[3]